# زیردریایی یو-۲۰۹
زیردریایی یو-۲۰۹ (به انگلیسی: German submarine U-209) یک زیردریایی بود که طول آن ۶۷٫۱ متر (۲۲۰ فوت ۲ اینچ) بود. این زیردریایی در سال ۱۹۴۱ ساخته شد.